# Noordzeehouting
De Noordzeehouting (Coregonus oxyrinchus) is een zoutwatervis die in zoet water paait. De Noordzeehouting was of is inheems in de Benelux. De vis wordt ook kortweg houting genoemd.

## Naam
De naam houting is verwarrend want deze naam kan ook duiden op een willekeurige vertegenwoordiger van de nogal uitgebreide (onder)familie van de houtingen uit het geslacht Coregonus.
De Noordzeehouting werd ook wel beschouwd als een anadrome ondersoort van de grote marene: Coregonus lavaretus oxyrinchus. De taxonomische status van een gevangen houting is lastig vast te stellen op grond van uiterlijke kenmerken. Er bestaan diverse endemische soorten in de Duitse, Franse en Zwitserse alpenmeren die verbinding hebben met de Rijn. Daarnaast zijn gekweekte rassen die bijvoorbeeld in deze meren en in stuwmeren worden uitgezet.

## Geschiedenis van de Noordzeehouting in Nederland
Rond de eeuwwisseling was er een visserij op de houting in de Maas, de Bergsche Maas, de Gelderse IJssel, het Hollands Diep en de Amer. Tussen 1916 en 1920 dalen de vangsten sneller dan die van de zalm. De vangstatistiek loopt tot 1939, toen werd nog drie kilo aangevoerd (zie grafiek). Overigens zijn deze cijfers onvolledig.

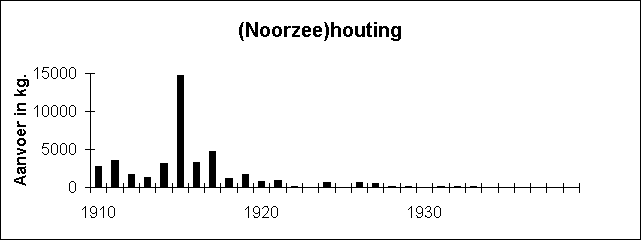
Vangst van (Noordzee-)houtingen in Nederland 1910-'39 (bron: Visserijinspectie).

In Nederland zijn in de jaren dertig ook uitzettingen gepleegd in meren en plassen; van deze vissen is niets meer overgebleven. Sinds het begin van de jaren tachtig worden weer (grote) marenen gevangen: vóór 1980 zijn het er drie, tussen 1981 en 1985 twaalf, tussen 1986 en 1990 26 exemplaren en tussen 1991 en 1995 43 exemplaren. Deze vangsten komen uit de Biesbosch, het Haringvliet, het Ketelmeer, het Volkerak en de Krammer. Verder stroomopwaarts zijn vangsten in de Waal en de Rijn bij Tolkamer, de Maas en de IJssel gemeld. Deze vissen zijn niet als Noordzeehouting gedetermineerd. Ze werden beschouwd als 'afzakkers' uit de Alpenmeren.
In 1996 en 1997 werden vier zogenaamde Noordzeehoutingen gevangen in het IJsselmeer. De vijfde vangst was op 25 februari 1998. Toen werd een vermeende "echte" Noordzeehouting in de Waal gevangen. Het dier, met een lengte van 37 centimeter, was vermoedelijk geslachtsrijp. Dit was bijzonder omdat sinds 1940 de Noordzeehouting werd beschouwd als uitgestorven in het Rijnstroomgebied. Wel bekend was het bestaan van een zogenaamde Noordzeehouting in Jutland (Denemarken).

## Oorzaken van het uitsterven
De Noordzeehouting waarop in het begin van de vorige eeuw werd gevist, paaide niet in Nederland, maar hoger stroomopwaarts in de meren in het Alpengebied. Door de verstuwing van de rivieren en vooral door de afsluiting van de toegangen tot de Alpenmeren is deze populatie uitgestorven. De slechte waterkwaliteit in het mondingsgebied van de rivieren speelde ook een negatieve rol. Mogelijk bestond er voor de droogmaking (in 1853) een paaiende populatie in het Haarlemmermeer.
De kans op hervestiging van een levensvatbare populatie houtingen (welke soort dan ook) in onze rivieren is klein. Voor het afzetten van eieren en de succesvolle groei van jonge vis is een speciale habitat vereist. Houtingen paaiden in diepe, schone bergmeren met helder, voedselarm water. Verder hebben zij een onbelemmerde doorgang van zout naar zoet water nodig.

## Houting in Denemarken
In 1987 waren er nog paaiplaatsen van een (trekkende) houtingsoort in twee laaglandbeken in Jutland: de Ribe Å en de Vidå (bij Tønder).
Tussen 1987 en 1992 zijn meer dan twee miljoen jonge houtingen losgelaten in zeven laaglandbeken in het gebied tussen de Varde Å en de Vidå. De jonge vis werd gekweekt uit inheemse, in het wild gevangen dieren. In 1990 (2 beken) en 1992 (4 beken) zijn de uitzettingen gestaakt.
In 1996 werd de paaiende - dus uit de Waddenzee terugkerende - populatie geschat op 8700 dieren. Uit onderzoek in de winter van 1997 en 1998 bleek dat dat de populaties in de Ribe Å en Varde Å stabiel zijn gebleven, maar dat de aantallen in twee andere beken afnemen.

## Herintroductie in de Rijn
In Noordrijn-Westfalen tussen Krefeld en Rees werden van 1992 tot 2006 duizenden jonge Deense houtingen uitgezet in het zijriviertje de Lippe. De gemerkte vissen werden al snel stroomafwaarts in de Rijn aangetroffen, tot in het IJsselmeer en aan de Noordzeekust. Vanaf 2000 werden in deze wateren ook steeds meer ongemerkte houtingen gesignaleerd waaruit de conclusie werd getrokken, dat de soort zich succesvol had voortgeplant. Daarom werd het uitzetten in 2006 gestaakt.
De herintroductie van deze zogenaamde Noordzeehouting in de Rijn is fel bekritiseerd door onderzoekers die hebben aangetoond dat de soort die daarvoor wordt gebruikt niet de oorspronkelijke Noordzeehouting is, maar de Deense houting (Coregonus maraena). Dit is een soort houting die inheems is in Denemarken en de overige landen rondom de Oostzee, maar niet de houting die de Rijn optrok.
In 2021 gepubliceerd onderzoek van de Universiteit van Amsterdam toonde middels DNA-onderzoek aan dat het wel degelijk dezelfde soort houting betreft. Het DNA is vergeleken met een Noordzeehouting die in een museum op sterk water is geconserveerd. De Deense houting restpopulatie die voorkomt in de rivier Vidå is genetisch gelijk.

## Formele bescherming
De Noordzeehouting (Coregonus oxyrinchus) wordt door Europese milieuwetgeving en door de Nederlandse wetgever niet als uitgestorven beschouwd. De Noordzeehouting staat in de bijlage 4 van de Habitatrichtlijn en is daardoor ook beschermd krachtens de Wet Natuurbescherming die sinds 2015 geldt.
De IUCN beschouwt de Noordzeehouting als uitgestorven. De Deense houting (C. maraena) is een kwetsbare soort van de Rode Lijst van de IUCN.

## België
In 2013 en 2014 werd telkens een enkele Noordzeehouting (Deense houting) gevangen in de netten van visonderzoekers op de Schelde, nabij de dorpen Bornem en Temse. Dit waren de eerste Vlaamse vangsten in meer dan honderd jaar.
In 2023 werd opnieuw een houting gevangen in de Scheldepolder in Kruibeke. Mogelijk is het gevangen exemplaar afkomstig van een groep houtingen die in de Rijn in Duitsland uitgezet zijn.